# 11 Downing Street
11 Downing Street è la residenza del Cancelliere dello Scacchiere, ubicata in Downing Street, nella Città di Westminster a Londra. Conosciuto anche colloquialmente come Numero 11, la sede del secondo lord del tesoro fu costruita nel 1682 accanto alla residenza del primo ministro del Regno Unito al numero 10 della stessa via.
Il primo cancelliere a viverci fu Henry Petty-Fitzmaurice nel 1806, ma il numero 11 non divenne la residenza ufficiale del cancelliere fino al 1828.
Dal 1997 in poi, i primi ministri Tony Blair, Gordon Brown, David Cameron, Theresa May e Boris Johnson hanno scelto di risiedere per tutto o parte del loro mandato nell'appartamento sopra il numero 11, poiché il suo appartamento residenziale è più grande di quello del numero 10. Rishi Sunak ha interrotto quest'abitudine alla fine del 2022 riprendendo la residenza nell'appartamento più piccolo sopra il numero 10 che lui e la sua famiglia avevano precedentemente occupato durante il suo mandato di Cancelliere dello Scacchiere.

## Storia
Il numero 11 fa parte di un palazzo ristrutturato di epoca georgiana in mattoni gialli. L'edificio si affaccia su St. James's Park e sulla Horse Guards Parade ed è composto, da sinistra a destra, dai numeri 12, 11 e 10.
Il numero 11 si trova sul lato sinistro del numero 10, la residenza ufficiale del Primo Ministro (o Primo Lord del Tesoro) sin dall'inizio del XIX secolo. Il numero 12, a sinistra del numero 11, è la ufficialmente la residenza del Segretario Parlamentare al Tesoro e leader dei capogruppo parlamentari, ma ora è utilizzato come ufficio stampa del Primo Ministro.
A seguito dei numerosi rimaneggiamenti interni avvenuti nel corso degli anni, le tre villette a schiera costituiscono internamente un unico complesso; dal numero 11 al numero 10 si può passeggiare, tramite una porta interna di collegamento, senza utilizzare le porte stradali. Anche il Cabinet Office di Whitehall è direttamente collegato a questi ultimi e costituisce un ufficio esecutivo del primo ministro e dei consiglieri privati senior.
La casa a schiera era una delle tante costruite da Sir George Downing tra il 1682 e il 1684. È stata modificata circa nel 1723–35; rifatta circa nel 1766–75 da Kenton Couse, e ha subito modifiche al principio del XIX secolo. Insieme al numero 10, subì un importante intervento di ricostruzione da parte di Raymond Erith, nel 1960-1964. Nonostante la ricostruzione, l'interno conserva una bella scala con gradini a mensola intagliati e tre sottili colonnine tornite per gradino. La raffinata sala da pranzo del 1825–26 è di Sir John Soane.

## Occupazione recente
Quando Tony Blair divenne Primo Ministro nel 1997, scelse di risiedere al Numero 11, piuttosto che al Numero 10, poiché quest'ultimo ha una zona giorno più ampia: Blair viveva con la moglie e i loro numerosi figli piccoli, mentre Gordon Brown, il Cancelliere dello Scacchiere, era ancora scapolo. Nel 2007, quando Brown divenne Primo Ministro, inizialmente scelse di vivere al Numero 11, ma presto tornò al Numero 10.
In seguito alle elezioni generali del 2010, il Primo Ministro entrante David Cameron ha scelto di risiedere al Numero 11, mentre George Osborne, il nuovo Cancelliere dello Scacchiere, decise di continuare a vivere nella sua residenza a Notting Hill. Ad agosto 2011 Osborne si trasferì al Numero 10.
Più di recente, il Primo Ministro Boris Johnson ha vissuto al numero 11, al posto del suo primo e secondo Cancelliere (rispettivamente Sajid Javid e Rishi Sunak).
Nel marzo 2020, Johnson ha ristrutturato l'appartamento residenziale al numero 11. Un'inchiesta della Commissione elettorale sta indagando sul finanziamento di questa ristrutturazione. Questo è noto alla stampa come lo scandalo Cash-for-Curtains.